# مارتی استارت
مارتی استارت (انگلیسی: Marty Stuart؛ زادهٔ ۳۰ سپتامبر ۱۹۵۸) یک موسیقی‌دان اهل ایالات متحده آمریکا است. وی از سال ۱۹۷۲ میلادی تاکنون مشغول فعالیت بوده‌است.
او در فیلم سرزمین ناهموار بازی کرده است.